# Chelodidae
Chelodidae é uma família extinta de moluscos polyplacophora.